# سوني باين
سوني باين (بالإنجليزية: Sonny Payne)‏ هو عازف جاز أمريكي، ولد في 4 مايو 1926 في نيويورك في الولايات المتحدة، وتوفي في 29 يناير 1979 في لوس أنجلوس في الولايات المتحدة.

## وصلات خارجية
- سوني باين على موقع ميوزك برينز (الإنجليزية)
- سوني باين على موقع أول ميوزيك (الإنجليزية)
- سوني باين على موقع ديسكوغز (الإنجليزية)